# Alexa Damián
Alexa Damián (Ciudad de México, México, 26 de octubre de 1982) es una ex-actriz mexicana conocida por sus papeles en Primer amor a mil por hora y como villana en la telenovela Barrera de amor. En 2009, se casó y decidió retirarse por completo de la actuación. Actualmente radica en Londres.

## Biografía
Alexa Damián es hija del conocido productor de televisión Pedro Damián. Su carrera como actriz la ha llevado a participar en importantes telenovelas como Barrera de amor. Pronto debutará en la pantalla grande y de cantante debutó como actriz en el mundo de las series de televisión con Primer amor a mil por hora en 2000. Como segundo trabajo relacionado con las series apareció en Clase 406 en 2002, y su última actuación fue como la frívola Irene en Las dos caras de Ana.

## Telenovelas
- Las dos caras de Ana (2006) - Irene Alcaráz
- Barrera de amor (2005-2006) - Verónica García Galván / "Vera" / "Violeta"
- Rebelde (2005) "Rosita". Sale en el último capítulo de la tercera temporada como la prima de Giovanni
- Clase 406 (2002-2003) - Ana María Londoño
- Primer amor a mil por hora (2000-2001) - Emilia Baldomero
- Cuento de Navidad (1999-2000) - Cameo. Escena de lucha libre